# Univers (tijdschrift)
Univers is het gratis onafhankelijke medium voor studenten en medewerkers van de Tilburg University met als hoofdredacteur schrijver en journalist Bart Smout. Univers is een puur digitaal medium waar dagelijks onafhankelijk nieuws wordt gepubliceerd. 
De naam  'Univers'  werd in augustus 1986 geïntroduceerd als opvolger van het  'Tilburgs Hogeschoolblad'  omdat de toenmalige  'Katholieke Hogeschool Tilburg'  zijn naam wijzigde in  'Katholieke Universiteit Brabant' .
Tot juni 2018 verscheen er ook vijftien keer per jaar een papieren magazine. Het blad bevatte achtergrondverhalen over zaken die op een of andere wijze gerelateerd zijn aan de universiteit, wetenschap of hoger onderwijs. De website heeft deze functie volledig overgenomen.

## Winnaar 'Gouden Luis in de Pels'
In 2009 werd Univers verkozen als winnaar van de Gouden Luis in de Pels 2009, de prijs voor het beste journalistieke medium over het Nederlandse hoger onderwijs. De jury oordeelde dat Univers opvalt als "goed geschreven, breed georiënteerd en kritisch blad, met veel mooie artikelen gebaseerd op eigen onderzoek."